# سالن خزندگان
سالن خزندگان (به انگلیسی: The Reptile Room) نام یکی از کتاب‌های مجموعه ماجراهای بچه‌های بدشانس است. این کتاب توسط دنیل هندلر با نام مستعار لمونی اسنیکت نوشته شده و برت هلکوئیست آن را تصویرگری کرده‌است.

## کتاب قبلی و کتاب بعدی
شروع ناگوار|سالن خزندگان|پنجره بزرگ

## مشخصات کتاب
نوشته لمونی اسنیکت با تصویرگری برت هلکوئیست دومین داستان از سری ماجراهای بچه‌های بدشانس که توسط امیرمهدی حقیقت به فارسی ترجمه گردید و در ۱۶۰ صفحه توسط نشر ماهی منتشر شده‌است.
- dewey= Fic 21
- congress= PZ7.S6795 Re 1999
- oclc= ۴۱۰۸۶۵۹۷

## داستان
ویولت بودلر و کلاوس بودلر و سانی بودلر نزد قیم جدیدشان که آقای مونتگمری مونتگمری که یک خزنده‌شناس است و مرد خوبی هم است ٬می‌روند ولی دستیارش کنت الاف است که در هویت جعلی استفانو ظاهر شده تا ثروت آن‌ها را به چنگ بیاورد و دایی مونتی (مونتگمری مونتگمری از آن‌ها خواسته بود اینگون صدایش کننند) را به قتل می‌رساند تا با هویت جعلی مونتگمری ثروت آن‌ها را به چنگ بیاورد با استفاده از زهر مار مامبادومال. اما اگر مار مامبادومال انسان را نیش بزند رنگش کبود می‌شود ولی رنگ دایی مونتی سفید شده بود پس ثابت شد که استفانو همان کنت الاف است او می‌خواهد بچه‌ها را به جنگل‌های پرو ببرد که در سر راه با ماشین آقای پو برخورد کرده و وانمود می‌کند که رفته دکتر بیاورد سپس آن‌ها به خانه بازمی‌گردند دکتر می‌گوید آقای مونتگمری مرده به وسیله زهر مامبادومال. سپس بچه‌ها با کلی زحمت به همه ثابت می‌کنند استفانو همان کنت است سپس معلوم می‌شود که دکتر هم از دوستانش بوده و آن‌ها فرار می‌کنند.